# Tusenøyane

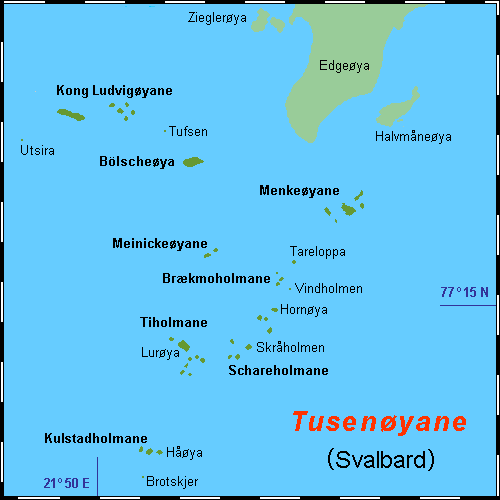
Tusenøyane

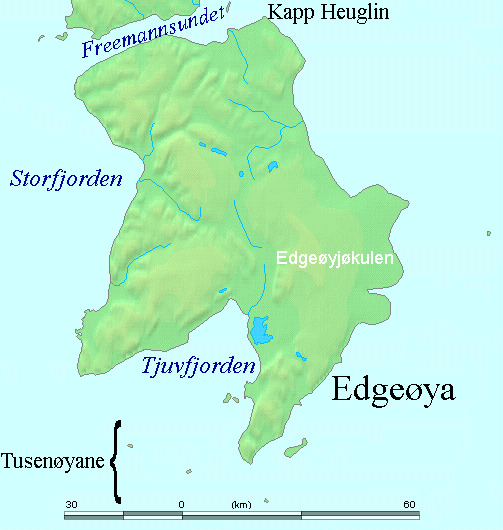
Lägeskarta

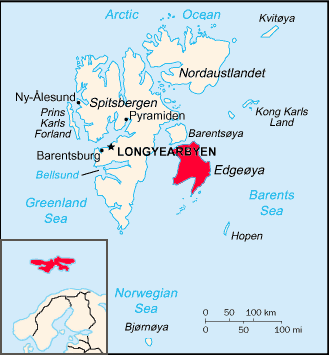
Översiktskarta

Tusenøyane (Tusenöarna) är en liten ögrupp i sydöstra Svalbard i Barents hav i Norra ishavet.

## Geografi
Tusenøyane ligger cirka 225 km sydöst om Longyearbyen, cirka 100 km nordväst om ön Hopen och cirka 20 km sydväst om Edgeøyas södra kust. 
Tusenøyane omfattar ett 40-tal obebodda mindre öar och skär. De större är från norr till söder:
- Kong Ludvigøyane
- Bölscheøya
- Menkeøyane
- Meinickeøyane
- Brækmoholmane
- Tiholmane
- Schareholmane
- Kulstadholmane

Havet kring öarna är föga kartlagt vilket gör öarna mycket svårtillgängliga.
Förvaltningsmässigt ingår Tusenøyane i naturreservatet Søraust-Svalbard naturreservat.
Området är en viktig boplats för en rad arktiska djur, däribland isbjörn och valross, och fåglar, däribland stormfågel, vitkindad gås, prutgås, ejder och silvertärna.

## Historia
Området omnämns första gången 1614 på en karta ritad av holländske Joris Carolus och även på en karta från 1625 från Muscovy Company och holländska kartor kring år 1662 ritade av G. Valk och P. Schenk finns området utmärkt.
Kring 1820 omnämns området som Tusenøyane av engelske William Scoresby.
1868 försökte Adolf Erik Nordenskiöld med fartyget "Sofia" under en av sina expeditioner utan framgång att nå fram till ögruppen.
Tusenøyane har alltid varit obebodda men var huvudområdet som övervintringsplats för ryska valfångare åren 1700 till 1850 och det finns även många kvarlämningar efter Pomorer.
1973 inrättades Søraust-Svalbard naturreservat.